# Havergal Brian

William Havergal Brian (Dresden, Staffordshire, 29 januari 1876 – Shoreham-by-Sea, Sussex, 28 november 1972) was een Britse componist van klassieke muziek.
William Brian gebruikte de naam Havergal pas op latere leeftijd, als eerbetoon aan een familie in Staffordshire, waarvan enkele leden regionale bekendheid genoten als componisten van kerkmuziek.

## Levensloop

### Vroege jaren
Brian werd geboren in Dresden, een buurtschap bij Stoke-on-Trent, in een arbeidersgezin: zijn vader werkte in de aardewerkindustrie. Zijn muzikale talent bleek al op jonge leeftijd, als zanger in het plaatselijke kerkkoor. Nadat hij op twaalfjarige leeftijd de school had verlaten, speelde hij orgel in de kerk van Odd Rode - net over de grens met Cheshire - en leerde hij viool en cello spelen. Met die muzikale kennis kon hij in plaatselijke orkestjes spelen en verdere praktische vaardigheden opdoen. Hoewel hij van een onderwijzer in Dresden enige lessen muziektheorie ontving, moest hij zijn compositorische talent vooral door zelfstudie ontwikkelen.
Toen hij in 1895 een koorrepetitie bijwoonde van Edward Elgars King Olaf en korte tijd later ook kennismaakte met het werk van Richard Strauss, was hij zo onder de indruk van de nieuwe muziek van zijn dagen, dat hij besloot zelf die richting in te slaan.
In 1898 trouwde hij met Isabel Priestley. Het echtpaar kreeg vijf kinderen. Brian kon met zijn composities zijn gezin nauwelijks onderhouden en pas in 1907 veranderde die situatie. Zijn English Suite trok de aandacht van de dirigent Henry Wood, die het stuk op zijn repertoire zette en uitvoerde. Dat zette ook anderen, onder wie Elgar en de dirigent Thomas Beecham op zijn spoor, waardoor Brians naam in de Britse muziekwereld enige bekendheid kreeg. Dat bracht ook de rijke industrieel Herbert Minton Robinson ertoe de jonge componist met een jaarlijkse toelage van £ 500,-- te steunen, waardoor het gezin Brian ineens uit de financiële zorgen was.
Brian begon nu in alle rust en vrijheid te componeren. Hij zette een aantal grootschalige werken voor koor en orkest op, maar voltooide vrijwel niets. In plaats daarvan profiteerde hij van het jaargeld en leidde een luxe leven. Hij reisde naar Italië en begon een verhouding met een dienstmeisje, Hilda Mary Hayward. Hoewel zijn weldoener die levenswijze sterk afkeurde, bleef hij Brian financieel steunen tot aan de Eerste Wereldoorlog, waarin hij verschillende legeronderdelen diende.

### Interbellum
Brians huwelijk liep door zijn escapades stuk. Hij ging in Londen samenwonen met Hayward, die hem nog eens vijf kinderen schonk. Na de dood van Isabel Priestley in 1933 trouwde hij alsnog met Hayward. Later woonde hij met zijn tweede gezin in Birmingham, soms in moeilijke en armoedige omstandigheden. Pas vanaf de jaren 20 ging het hem financieel beter, toen hij vast werk kreeg, onder meer als kopiist van muziek en muziekredacteur bij een aantal kranten en tijdschriften.
Intussen was hij op grote schaal gaan componeren. Zijn werken, waaronder een bijna twee uur durende eerste symfonie Gothic, die hij aan Richard Strauss opdroeg, vonden echter weinig bijval. Strauss nam zijn muziek serieus, evenals zijn Britse collega-componist Granville Bantock, maar tot uitvoeringen kwam het nauwelijks.

### Ouderdom
Pas in de jaren vijftig veranderde dit. Robert Simpson, muziekproducent bij de BBC en zelf componist, werd geboeid door het oeuvre van Brian en wist een aantal van diens werken voor de radio te programmeren. Een doorbraak kwam in 1954, toen hij een uitvoering van Brians achtste symfonie organiseerde. Geleidelijk kwam er hierna meer aandacht voor Brians muziek.
De componist verhuisde in 1958 van Londen naar Shoreham in Sussex, waar hij tot zijn dood woonde. Hoewel intussen hoogbejaard, bleef hij nog tien jaar intensief componeren. In die periode ontstonden onder meer twintig symfonieën. Na de voltooiing van de 32e symfonie in 1968 legde hij de pen neer.
Hij maakte in deze jaren ook een aantal concerten mee van zijn muziek. Meestal was dat voor de componist de eerste gelegenheid om zijn eigen werk te horen.

## Muziek

### Eerste periode
In de muziek van Havergal Brian zijn drie creatieve perioden te onderscheiden.
De eerste daarvan duurde tot circa 1920. Hierin ontstonden vooral korte werken, zoals de English Suite no. 1, de ouverture Dr. Merryheart en de cantate The vision of Cleopatra. Muzikale invloeden zijn die van zijn tijdgenoten, vooral Elgar en Strauss.

### Tweede periode
De opera The Tigers ontstond op de scheidslijn van de eerste en de tweede periode. In deze tweede periode, die tot circa 1950 duurde, schreef Brian vooral grootschalige werken, zoals zijn eerste symfonieën, maar ook het vioolconcert en het (verloren gegane) oratorium Prometheus Unbound naar Shelley. Brian was zelfs voor zijn schaarse fans in deze periode niet altijd te volgen. Zijn vierde symfonie Siegeslied behoort tot zijn minst begrijpelijke stukken. Vergelijkingen zijn wel getrokken met andere 'einzelgänger' in de muziek, als Rued Langgaard en Allan Pettersson.

### Derde periode
In zijn laatste periode lijkt Brian losgekomen te zijn van zijn voorbeelden en is zijn stijl grotendeels individueel geworden. Hij schreef in deze jaren niet alleen de genoemde twintig symfonieën, vaak één- of tweedelig, maar ook vier opera's: Turandot (1949-51), The Cenci (1951-52), Faust (1955-56) en Agamemnon (1957).
Veel van zijn werk is tegenwoordig op cd verschenen. Uitvoeringen, met name van de grootschalige werken, zijn nog steeds een zeldzaamheid.